# آرامارک
آرامارک (انگلیسی: Aramark) شرکت خدمات آمریکایی است، که در سال ۱۹۳۶ تأسیس شد.